# 浜田三隅道路
浜田三隅道路（はまだみすみどうろ）は、島根県浜田市内の高規格幹線道路（高速自動車国道に並行する一般国道自動車専用道路）（全長14.5 km）である。
山陰自動車道に並行する国道9号の自動車専用道路として整備される。

## 概要
- 起点 : 島根県浜田市原井町
- 終点 : 島根県浜田市三隅町三隅
- 全長 : 14.5 km
- 規格 : 第1種第2級
- 道路幅員
  - 一般部・橋梁部 : 20.5 m
  - トンネル部 : 20.0 m
- 車線数 : 4車線(暫定2車線)
- 車線幅員 : 3.5 m
- 設計速度 : 100 km/h

## 沿革
- 2004年（平成16年）3月30日 : 都市計画決定。
- 2004年度（平成16年度） : 事業化。
- 2014年（平成26年）9月30日 : 全IC名称が正式決定。
- 2015年（平成27年）3月14日 : 原井IC - 西村IC間 (8.1 km) 開通
- 2016年（平成28年）12月18日 : 西村IC - 石見三隅IC間 (6.4 km) 開通に伴い供用開始[1]。これにより全線開通した。

## インターチェンジなど
- 全区間島根県浜田市内に所在。
- IC番号欄の背景色が■である部分については道路が開通済みの区間を示している。また、施設名欄の背景色が■である部分は施設が供用開始されていない、または完成していない事を示す。なお、未開通区間の名称は、すべて仮称である。
- 路線名の特記がないものは市町道。
- バスストップ（BS）のうち、○は運用中、◆は休止中の施設。無印はBS無し。
- 略字は、ICはインターチェンジ、JCTはジャンクション、SAはサービスエリア、PAはパーキングエリア、TBは本線料金所、CB：チェーンベース（チェーン脱着場）をそれぞれ示す。

| IC 番号           | 施設名     | 接続路線名                | 起点から (km) | キロポスト (km) | BS | 備考               |
| ----------------- | ---------- | ------------------------- | ------------- | --------------- | -- | ------------------ |
| E9 浜田道路       |            |                           |               |                 |    |                    |
|                   | 原井IC     | 国道9号（浜田バイパス）   | 21.8          | 459.8           |    | 江津方面出入口のみ |
|                   | 浜田港IC   | 県道339号浜田港インター線 | 22.4          | 460.4           |    |                    |
|                   | 西村IC     | 国道9号（現道）           | 29.9          | 467.9           |    |                    |
|                   | 石見三隅IC | 国道9号（現道）           | 36.3          | 474.3           |    |                    |
| E9 三隅・益田道路 |            |                           |               |                 |    |                    |